# Bern (Nederland)
Bern is een buurtschap in de gemeente Zaltbommel, in de Nederlandse provincie Gelderland. Het ligt op het "eiland" Nederhemert. Deze buurtschap bestaat uit ongeveer 5 straten en is te bereiken vanuit Ammerzoden en Wijk en Aalburg via de (N831). Via het Bernse veer over de Maas bereikt men Herpt. Op 1 januari 2023 telde de buurtschap 55 inwoners, op een oppervlakte van 11,13 km². 
De buurtschap Bern heeft niet alleen een eigen bebouwde kom met officiële blauwe plaatsnaamborden (komborden) (met 30 km-zone), maar is ook een formele woonplaats met eigen postcode (5318) en plaatsnaam in het postcodeboek. Ook die beide aspecten zijn bijzonder voor een buurtschap, want komen slechts bij enkele procenten van de in totaal 4.000 buurtschappen voor.

## Geschiedenis
Men gaat ervan uit dat Bern gesticht is in 1134 door heer Fulco van Bern op de resten van de norbertijner abdij van Berne. In 1589 werd het gehucht door de Spanjaarden geheel afgebrand. In 1840 telde het 60 inwoners. Sinds de Maaswerken in de jaren 1883 - 1904 is de buurtschap Bern aan de Bommelerwaardse, Gelderse kant van de Maas gelegen, maar het blijft tot Noord-Brabant behoren. In de 19e eeuw vormde Bern samen met het dorp Herpt één gemeente Herpt-en-Bern. Vanaf 1 januari 1958 viel Bern onder de Gelderse gemeente Kerkwijk (dit als onderdeel van de Gelders-Brabantse grenscorrecties van 1958). Op 1 januari 1999 is de gemeente Kerkwijk opgegaan in de gemeente Zaltbommel.
In de buurtschap staat nog het brouwershuis van de abdij. Na verwoesting in de Tweede Wereldoorlog werd het brouwershuis herbouwd, het pand wordt inmiddels weer bewoond. Helaas heeft het in het verleden te lijden gehad van verval en begroeiing die de muren en daken van bijgebouwen en ommuring uit elkaar drukt.

## Trivia
De gemeente Bernheze is indirect naar de buurtschap Bern vernoemd.

## Afbeeldingen

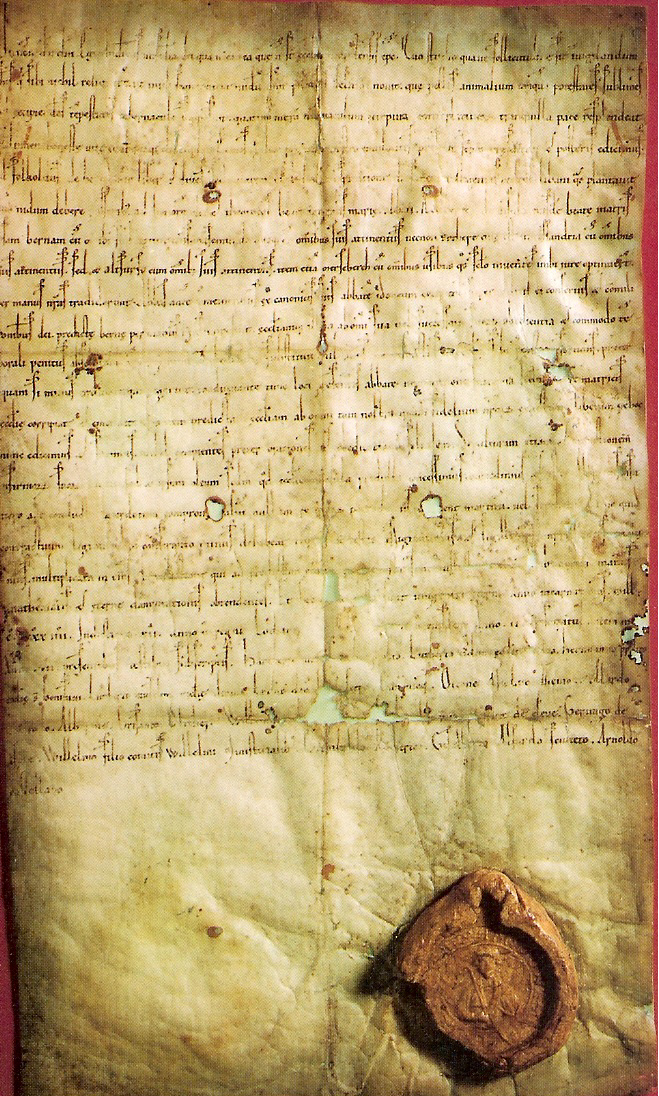
Stichtingsoorkonde
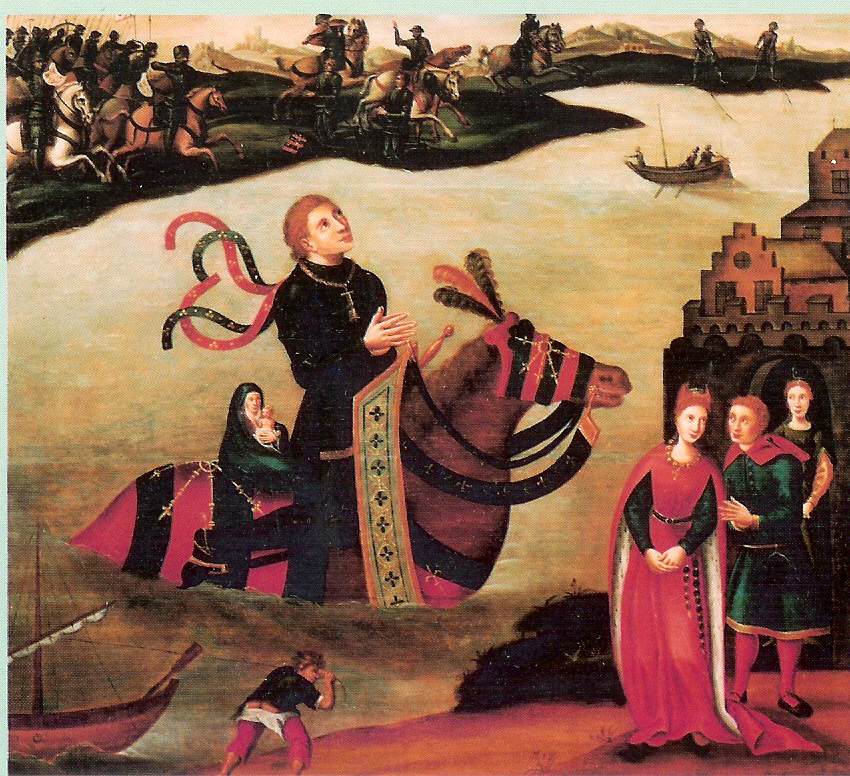
Fulco van Berne
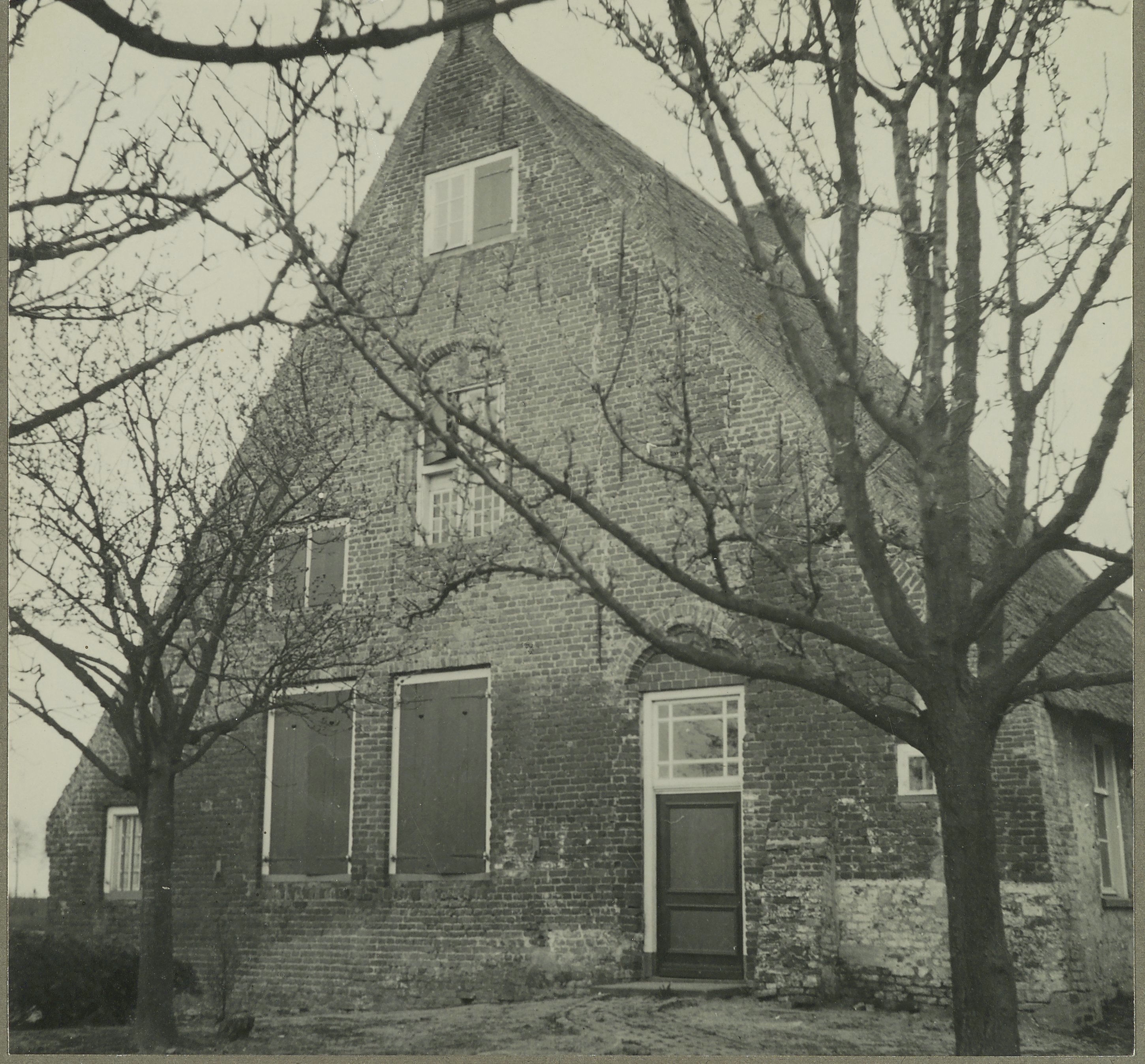
Brouwershuis ("oude huis")
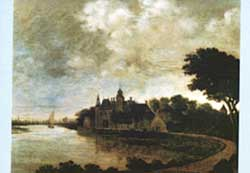
Abdij 17e eeuw
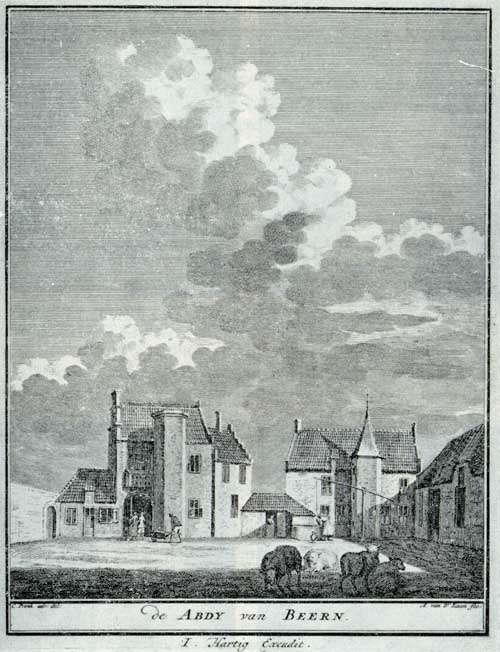
Abdij 18e eeuw